# 楠木厅
楠木厅即念勤堂，位于江苏省苏州市西南郊吴中区东山镇莫釐北路，原属宋姓所有。楠木厅为明代建筑形制，风格稳重朴实，使用楠木为材，面阔三间，进深七檩。院内收藏一批从镇内各处搜集的石雕，镌工细腻，多为明清遗物。1953年，震泽县人民政府曾设于此。2007年修缮。1982年3月25日公布为江苏省文物保护单位。